# Man-of-war

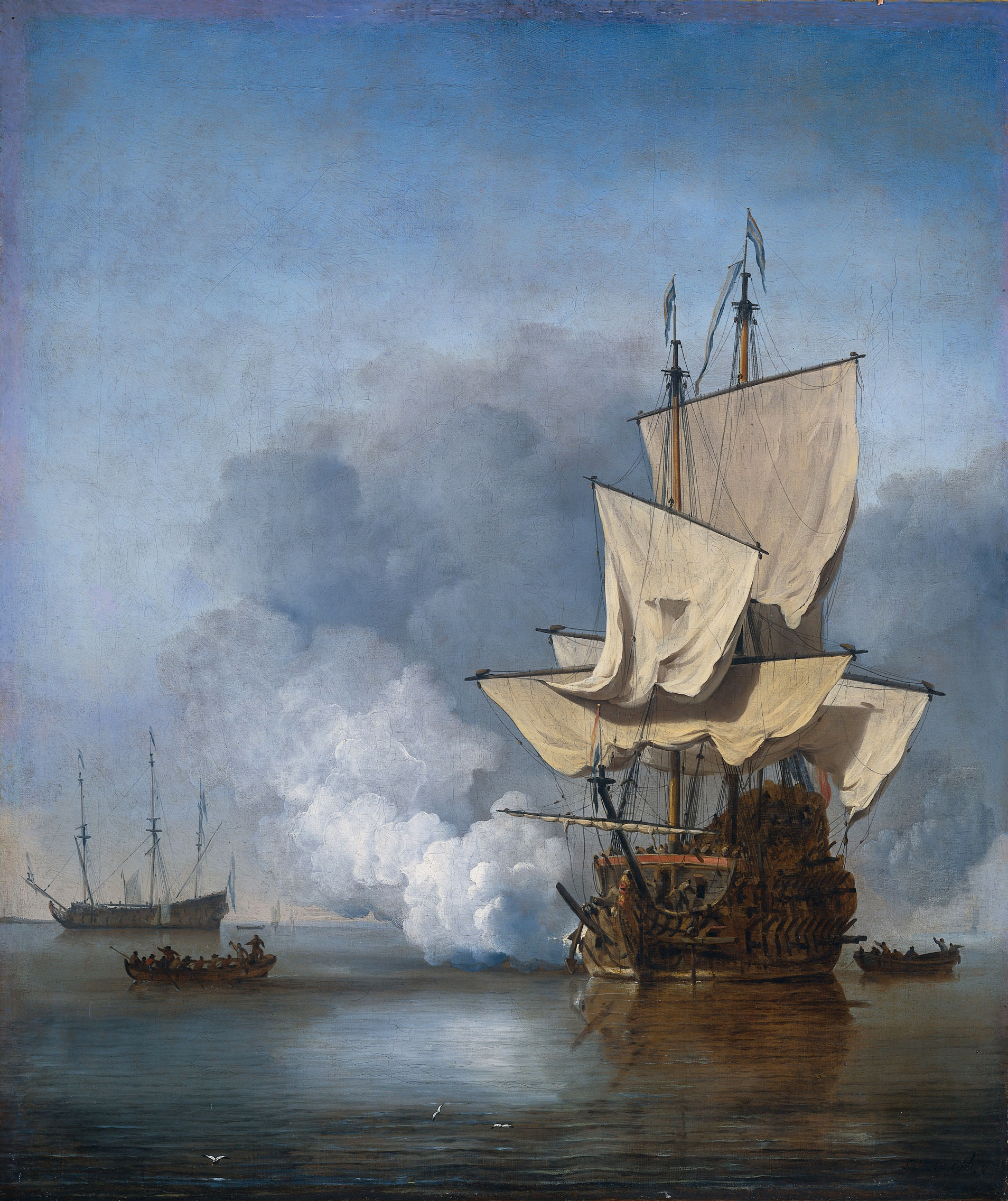
Una man-of-war olandese spara colpi a salve in saluto. Il colpo di cannone, dipinto da Willem van de Velde il Giovane.

La man-of-war (oppure man of war, man-o'-war o semplicemente man) fu una tipologia di imbarcazioni armate in uso tra il XVI e il XIX secolo. Il termine, generalmente, si riferisce a navi armate con cannoni e sospinta da vele, in confronto alle Galee propulse da remi; letteralmente, il termine significa "uomo di guerra". I primi utilizzatori di queste imbarcazioni furono la Marine nationale e la Royal navy, in seguito si diffusero in tutto il mondo.

## Struttura e funzione
I man-of-war erano vascelli a tre alberi con bocche da fuoco (quantificabili tra 60 e 180, a seconda dell'epoca) disposte su due o tre ponti. La loro funzione, all'interno delle marine, variò molto, a seconda dell'epoca.

## Descrizione

### Scafo
Lo scafo era solitamente in rovere, un legno pregiato e resistente; il numero di ponti variava da due a tre, a seconda dell'epoca storica e dell'uso della nave. Per costruire una man-of-war con 74 bocche di fuoco servivano 2900 tronchi stagionati di esemplari di 80-100 anni.
Una nave da 74 cannoni misurava, in media, 57 metri di lunghezza per 15 di altezza, per un equipaggio di 760 uomini.
Sul primo ponte (quello posto più in basso) erano posizionati, nel caso di un '74', 28 pezzi da 36 libbre distribuiti uniformemente su entrambi i lati. I '36 libbre' erano le armi più potenti presenti a bordo, ed erano posti sul fondo della nave, per abbassare il baricentro e rendere più stabile il vascello. Per lo stesso principio, sul secondo ponte trovavano posto 30 pezzi da 18 libbre e sul ponte principale vi erano i pezzi da 8 libbre.